# Koulsoumi Alhadji Boukar
Koulsoumi Alhadji Boukar (née en 1968) est une femme politique camerounaise. Elle est secrétaire d'État auprès du Ministre des Forêts et de la Faune depuis le 9 décembre 2011.

## Biographie

### Débuts
Originaire du département de la Vina dans la région de l'Adamaoua, Koulsoumi Alhadji est diplômée de l'École nationale d'administration et de magistrature du Cameroun en 2000.

### Carrière
Avant son entrée au gouvernement, Koulsoumi Alhadji a travaillé à la Direction des Impôts où elle a occupé le poste de Chef de la Brigade nationale de Contrôle. Elle est ensuite Chargée de mission des affaires économiques de la Présidence de la République du Cameroun. Elle intègre le deuxième gouvernement Philémon Yang en 2011 en tant que secrétaire d'État auprès du ministre des Forêts et de la Faune.